# Katif
Katif (hebrejsky קטיף, podle nedaleké archeologické lokality Tel Katifa) byl mošav a izraelská osada v severní části bloku osad Guš Katif v Pásmu Gazy. Jako ortodoxní mošav fungovala od roku 1977.

## Dějiny
Už v roce 1973 byla cca 1 kilometr od pozdější vesnice Katif založena stejnojmenná polovojenská osada typu Nachal, která se v roce 1977 změnila na civilní sídlo pod názvem Necer Chazani. V roce 1985 pak jméno Katif získala nová osada, která vznikla nedaleko Necer Chazani na základě aktivit náboženské organizace Bnej Akiva a vojáků izraelské armády poté, co tito první osadníci prošli výcvikem ve vesnici Bnej Darom. Fungovala zde ješiva Ješivat cvija Katif (ישיבה התיכונית צביה קטיף), která kombinovala náboženské studium s ekologií. Významnou složkou místní ekonomiky bylo zemědělství, zejména skleníkového typu. Dále živočišná výroba, mlékárna nebo výroba zařízení pro skleníky.
Stejně jako všechny izraelské osady v Pásmu Gazy, byl i Katif evakuován v rámci Izraelského plánu jednostranného stažení v roce 2005. Zástavba byla zbořena a území předáno pod správu Palestinců.
V roce 2012 začalo v Izraeli, v regionu Chevel Lachiš, budování nové vesnice Karmej Katif, do které se mělo nastěhovat 34 rodin ze zrušené osady Katif a dalších 26 rodin z jiných vysídlených židovských osad v Pásmu Gazy. Tito lidé po roce 2005 pobývali v provizorní obytné čtvrti v nedaleké vesnici Amacja.

## Demografie
Obyvatelstvo obce Katif bylo v databázi rady Ješa popisováno jako nábožensky založené. Šlo o menší sídlo vesnického typu. K 31. prosinci 2004 zde žilo 394 lidí. Během roku 2004 populace obce vzrostla o 6,8 %.
| Rok            | 1999 | 2000 | 2001 | 2002 | 2003 | 2004 |
| -------------- | ---- | ---- | ---- | ---- | ---- | ---- |
| Počet obyvatel | 296  | 317  | 329  | 338  | 369  | 394  |